# Paragynoxys pileolanata
Paragynoxys pileolanata là một loài thực vật có hoa trong họ Cúc. Loài này được S.Díaz mô tả khoa học đầu tiên năm 1979.